# Dust
Dust es el séptimo y último álbum de la banda originaria de Ellensburg Screaming Trees, publicado en 1996. A pesar de ser el álbum más exitoso de su carrera, alcanzando incluso el disco de oro, la discográfica Epic Records no renovó el contrato después de la grabación del mismo.
El disco contó con la participación del productor George Drakoulias y con la invitación de Mike McCready como segundo guitarrista en el tema "Dying Days", uno de los dos singles, junto con "All I Know", extraídos del disco. Además, llegó al puesto 134 del ranking del Billboard 200.

## Lista de temas
1. "Halo of Ashes" – 4:04
2. "All I Know" – 3:55
3. "Look at You" – 4:42
4. "Dying Days" – 4:51
5. "Make My Mind" – 4:11
6. "Sworn and Broken" – 3:34
7. "Witness" – 3:39
8. "Traveler" – 5:22
9. "Dime Western" – 3:39
10. "Gospel Plow" – 6:17

- Datos: Q129129